# Подозрението
„Подозрението“ (на немски: Der Verdacht) е роман от швейцарския писател Фридрих Дюренмат (1921 – 1990), публикуван през 1951 г. 
Немскоезичната швейцарска литература, която заема най-голям дял в многоезичната книжовност на тази страна, се отличава принципно от литературата на Германия и на Австрия. Тук открай време преобладава моралистичният патос, просветителската поучителност и стремежът към възпитателно въздействие върху читателя. Неслучайно голяма роля за оформянето на светогледа на редица съвременни швейцарски писатели изиграва „образователният роман“ на Готфрид Келер „Зеленият Хайнрих“, където в белетристичната традиция на деветнайсети век повествованието се изгражда върху класическия сблъсък между надарената личност и потискащите сили на обществото. Характерно за тази литература е и развитието на пасторалния, нравоописателния и историческия роман, а също тъй разглеждането на религиозната проблематика най-често в пиетистичен дух.
В панорамата на съвременната швейцарска литература видно място е отредено на Фридрих Дюренмат. Макар че световна слава му донесоха преди всичко работите му за театъра, Дюренмат се утвърди и като майстор на психологическата проза. Сборникът с разкази „Градът“, романите „Съдията и неговият палач“, „Подозрението“, „Аварията“ и „Обещанието“ го разкриват като социален сатирик с остър усет към гротескното и абсурдното в съвременното всекидневие. А в книгата си „Зимната война в Тибет“ Дюренмат създава мрачна „антиутопия“, в която от нравствено-хуманистични позиции разглежда последиците от една Трета световна война.
Престъплението
Белетристичните творби на Дюренмат носят всички белези на криминалния роман, но това е само тяхната външна обвивка. Усвоил от Достоевски умението да се разбулват психологическите подбуди на едно престъпление, Дюренмат се стреми преди всичко да покаже дълбоките пороци, които може да крие един привидно порядъчен и съответстващ на общоприетите норми човешки живот. Формата на криминалния роман му позволява иронично да подведе читателя по линията на остро развиващия се сюжет, за да разкрие изведнъж пред очите му бездните на душата, да го потопи в тъмните подмоли на съзнанието, откъдето извират демоничните сили на съществуването. И съвсем не са само артистична провокация думите на писателя: „Как да просъществува творецът в един свят на образованост и грамотност? Ето въпрос, който ме потиска и на който още не зная отговор. А може би най-добре ще е да пише криминални романи, да създава изкуство там, където никой не го очаква.“
Сред поредицата от романи на Фридрих Дюренмат особена стойност има „Подозрението“. Тук писателят си поставя за цел да разкрие и изобрази едно престъпление с голяма социална значимост. Той не се интересува толкова от самия криминален случай и обстоятелствата, които затрудняват разбулването му, колкото от въпроса за вината и от възможностите за наказание и възмездие. Вместо да прикрива обществените механизми, които са подпомогнали извършването на престъплението, както обикновено става в масовото криминално четиво, Дюренмат внимателно ги издирва и ги подлага на анализ.
Смъртта и Смелостта
Романът „Подозрението“ се въвежда от една почти гротескна сцена. Възрастният полицейски комисар Берлах е претърпял операция от рак и въпреки подобрението на състоянието му, знае, че му остава да живее не повече от една година. В болницата „Салем“, от която се открива изглед към старинната част на Берн, той прелиства стари броеве на американското списание „Лайф“ от края на Втората световна война. Изведнъж погледът му попада върху снимка от немския концлагер Щутхоф, където е заснето как лагерният лекар Неле прави коремна операция на затворник без наркоза. Инстинктът на болния и немощен комисар му подсказва, че вълнението на приятеля му д-р Хунгертобел при вида на снимката не е случайно. И оттук започва едно необичайно преследване на нацисткия престъпник, защото то се провежда от болничната стая без никакви изгледи за успех. В образа на комисаря Берлах Дюренмат въплъщава нравствената идея за слабата, но всепостигаща ръка на справедливостта. Грешката на комисаря обаче е, че той желае да действа сам. Тук Дюренмат влиза в спор с един по-стар свой възглед, според който смелият човек, попаднал сред безмилостен свят, може да се себедокаже единствено в самостоятелна акция. „Смел е онзи, който безстрашно върви срещу прекрасната смърт“ – казва още Аристотел.
И така, от своето болнично легло комисарят Берлах установява, че изобразеният на снимката нацистки лекар-садист и собственикът на модната клиника за богаташи „Зоненщайн“ край Цюрих са едно и също лице. Разкритието, което обикновено намираме в последните страници на криминалните романи, тук е в началото на творбата. От него започва разплитането на една морална и социална загадка, а също и трудният път на възмездието. Оказва се, че модният лекар Еменбергер, който се е специализирал в областта на хормоните, се ползва в професионалните среди с прозвището „Наследника“, защото мнозина от богатите му пациенти завещават на клиниката грамадни състояния. У комисаря Берлах се заражда подозрението, че с помощта на методите, които е усвоил в концлагера Щутхоф Еменбергер принуждава болните да му оставят парите си и после ги умъртвява.
Чрез устата на героя си Дюренмат изрича присъда над всеки обществен строй, който допуска едрите мошеници да вършат своите престъпни дела, докато дребните риби ги пъхат в затвора. Берлах смята, че съществуват много престъпления, на които никои не обръща внимание, само защото се извършват с малко повече финес от едно натрапваща се в очите убийство. Държавната служба, с която той в близки дни ще се раздели, вече не предлага нищо интересно: „Всичко гъмжи от незначителни проблеми, формализъм, дребни подслушвания, а едрият дивеч, истинските зверове, които всъщност трябва да се преследват, попадат под закрилата на държавата, сякаш сме някаква зоологическа градина!“
Духът срещу Насилието
През нощта в болничната стая прониква през прозореца приятелят на комисаря Гъливер. Това е евреин с огромен ръст, облечен в стар, мръсен и парцалив кафтан. Ръцете му издават благородни форми, но целият е покрит с ужасни белези, свидетелстващи за безчовечни изтезания. Гъливер, който Дюренмат превръща в олицетворение на всички унижени и оскърбени през годините на „кафявата чума“, е бил в концлагера Щутхоф и познава отблизо лекаря-садист. Нещо повече – той сам е изпитал върху себе си неговите методи. Оказва се, че лагерният лекар е извършвал своите операции без наркоза със съгласието на жертвите си. Под името Неле той е вършил не толкова медицински, колкото психологически опити – искал е да установи границите на човешката издръжливост при физическа болка, когато подложеният на изтезания храни надеждата, че ако изтърпи всичко, ще спаси живота си: „Ах, надеждата, надеждата! Неле я имаше предостатъчно на разположение и я предлагаше на всеки, който се нуждаеше от нея, а твърде много бяха онези, на които им липсваше. Трудно е да се повярва, комисарю, но стотици хора се оставяха да бъдат оперирани от Неле без наркоза, след като треперещи и мъртвешки бледи, виждаха как върху операционната маса умира техният предшественик.“ Гъливер разкрива пред болния си приятел ужасната истина за своето оцеляване от лагера на смъртта. Защото той единствен е останал жив след една безсмислена коремна операция без наркоза и Неле го е прехвърлил в концлагера Бухенвалд. Постепенно нацисткият лекар-престъпник се превръща в символ, в олицетворение на самото световно Зло.
Дюренмат въвежда в романа си още една символична фигура – това е „човекът на духа“, представен от писателя и дребния журналист Форчиг. Образът му е повече от карикатурен: той е невзрачно, мършаво и дълговрато същество; тялото му е омотано в пардесю, джобовете на което са претъпкани с вестници; около мръсната му шия се развява зацапана копринена кърпа с лимонов цвят, а върху плешивата му глава е кацнала малка барета. Форчиг живее в постоянна вражда с околния свят, като в мизерното си вестниче със заплашителното заглавие „Стрелец“ воюва с транспортната полиция, тролейбусите, кучетата, филателистите, федералните съветници, хазартните игри. Той смята, че Швейцария го е превърнала в клоун, фантазьор, Дон Кихот, понеже го принуждава да влачи съществованието на безобиден добряк и просяк, задето се е посветил в служба на духа вместо на търговски сделки.
В негово лице Дюренмат осмива безволевите и малодушни литератори в страната си, които живеят с дребните събития на всекидневието и не забелязват чудовищата на бруталността и лукавството, обитаващи не приказките и фантазията, а реалната действителност. Комисарят Берлах казва на Форчиг: „Ето нашата задача: да се борим срещу безчовечността във всяка нейна форма и при всички обстоятелства. И най-важното е как именно се борим и доколко разумно постъпваме. Битката със Злото не бива да се превръща в игра с огъня... Борбата с глупостта и егоизма е била открай време тежка и изнурителна, свързана с нищета и унижения, но тя е свещена борба и трябва да бъде водена не с хленч, а с гордо вдигната глава.“ В тези думи Дюренмат сякаш влага собствения си възглед за мисията на литературата, за целите, стоящи пред духа в един свят, изгубил човешкия си облик.
Форчиг трябва да напише и публикува във вестника си статия, с която да предизвика укрилия се нацистки изверг, да го накара да се разконспирира и да покаже слабите си места. През това време комисарят Берлах, верен на идеята си, че мъжественият човек се справя сам със Злото, като го побеждава и наказва, се отправя в клиниката на модния лекар. Там той провежда своя „разпит“, за да потвърди или отхвърли подозрението си. Убеден е, че ще съумее чрез силата на духа си да принуди престъпника да се предаде на полицията. Но сметката му излиза погрешна – д-р Еменбергер е не само военнопрестъпник, той е извънредно интелигентен противник, който разбира всеки ход на комисаря, но не се издава с нищо. Берлах е попаднал в бърлогата на звяра и няма да излезе оттам жив. Нещо повече – той ще трябва да премине през всички мъки в този луксозен ад на богаташите, защото лекарят е решил да надвие духа му, като го подложи на операция без наркоза.
Рицарят, Смъртта и Дяволът
И тук Дюренмат извиква на сцената един от най-колоритните и най-зловещи образи в романа. Асистентката на палача, доктор Едит Марлок, е извънредно красива и изискана жена, спокойна и самоуверена. Но тя дължи тези си качества на морфина, които приема в значителни дози, за да поддържа душевното си равновесие. Пред безпомощния и обречен на мъчителна смърт комисар тя разкрива необикновената си съдба. Едит Марлок също е била затворничка в концлагера Щутхоф и за да спаси живота си, е приела да стане любовница на лекаря-садист. Заедно с него е дошла след войната в Швейцария, където необезпокояваният от властите Еменбергер е можел да продължи ужасните си опити над своите пациенти. Тя развива пред Берлах цяла философия на Злото, която има само един недостатък – пренебрегва дълбоката, неизкоренима човешка потребност от любов и взаимност, от истина и справедливост.
Както може да се очаква, спасението на комисаря идва именно от тези сили, въплътени в приятеля му Гъливер. В последната минута преди екзекуцията на операционната маса Гъливер нахлува в болницата, умъртвява с могъщите си длани лекаря-палач и отнася грохналия от напрежението и болестта Берлах. Думите на Гъливер изразяват и становището на самия писател: „Днес човек вече не е в състояние самичък да се пребори със Злото, както някога рицарите са излизали сами в двубой с някой дракон.“
Романът на Фридрих Дюренмат „Подозрението“ носи характера на предупреждение. Идейния ключ към него дава една мисъл на писателя: „Светът се възправя пред мен като чудовище, като загадка на Злото, която трябва да приемем, но пред която в никакъв случай не бива да капитулираме.“ Битката между Рицаря и Дявола не е приключила. А докато тя се води, Смъртта е безсилна...